# Mendoza (provincie)
Mendoza is een van de 23 provincies van Argentinië, gelegen in het westen van het land. De provincie is vernoemd naar haar hoofdstad Mendoza, waar ongeveer 111.000 mensen wonen. De provincie zelf heeft een bevolkingsgrootte van ruim anderhalf miljoen.

## Geografie
De provincie grenst vertrekkende van het noorden en vervolgens in wijzerszin aan volgende provincies: San Juan, San Luis, La Pampa, Río Negro and Neuquén. Nog verder draaiend grenst ze in het westen aan Chili.
De Aconcagua, met zijn 6959 meter de hoogste berg van Zuid-Amerika ligt in deze provincie. Andere bergtoppen zijn de Tupungato (6635 meter) en de De La Pollera (5543 meter).
Het gebied aan de oostkant van de Andes is gevoelig voor aardbevingen. Bij een aardbeving in 1861 vielen in de provincie tot 12.000 doden.

## Economie
Het gebied is bekend voor zijn wijnproductie. Mendoza levert ongeveer 80 procent van de totale wijnproductie van Argentinië.

## Bestuurlijke indeling
De provincie is onderverdeeld in 18 departementen (departamentos). 

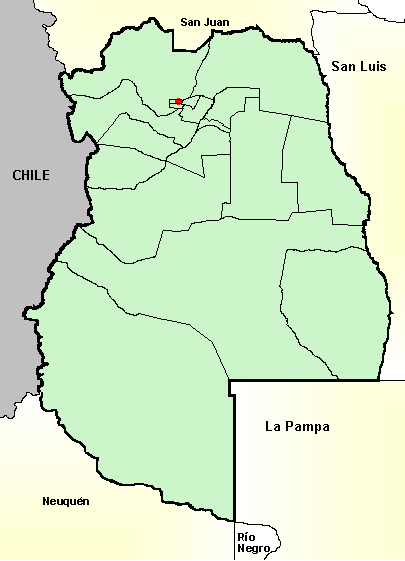
Bestuurlijke indeling van de provincie Mendoza en haar hoofdstad

| Nr. | Departement | Departement    | Hoofdplaats    | Inwoners | Oppervlakte |
| --- | ----------- | -------------- | -------------- | -------- | ----------- |
| 1   |             | Capital        | Mendoza        | 115.041  | 54 km²      |
| 2   |             | General Alvear | General Alvear | 46.429   | 14.448 km²  |
| 3   |             | Godoy Cruz     | Godoy Cruz     | 191.903  | 75 km²      |
| 4   |             | Guaymallén     | Villa Nueva    | 283.803  | 164 km²     |
| 5   |             | Junín          | Junín          | 37.859   | 263 km²     |
| 6   |             | La Paz         | La Paz         | 10.012   | 7.105 km²   |
| 7   |             | Las Heras      | Las Heras      | 203.666  | 8.955 km²   |
| 8   |             | Lavalle        | Villa Tulumaya | 36.738   | 10.212 km²  |
| 9   |             | Luján de Cuyo  | Luján de Cuyo  | 119.888  | 4.847 km²   |
| 10  |             | Maipú          | Maipú          | 172.332  | 617 km²     |
| 11  |             | Malargüe       | Malargüe       | 27.660   | 41.317 km²  |
| 12  |             | Rivadavia      | Rivadavia      | 56.373   | 2.141 km²   |
| 13  |             | San Carlos     | San Carlos     | 32.631   | 11.578 km²  |
| 14  |             | San Martín     | San Martín     | 118.018  | 1.504 km²   |
| 15  |             | San Rafael     | San Rafael     | 188.018  | 31.235 km²  |
| 16  |             | Santa Rosa     | Santa Rosa     | 16.374   | 8.510 km²   |
| 17  |             | Tunuyán        | Tunuyán        | 49.458   | 3.317 km²   |
| 18  |             | Tupungato      | Tupungato      | 32.524   | 2.485 km²   |